# Scomberomorus cavalla
La caballa real (Scomberomorus cavalla) es una especie de peces de la familia Scombridae en el orden de los Perciformes.

## Morfología
Los machos pueden llegar alcanzar los 184 cm de longitud total y los 45 kg de peso.

## Distribución geográfica
Se encuentra en el  Atlántico occidental: desde Canadá y Massachusetts (Estados Unidos) hasta São Paulo (Brasil).